# Dryolestes
Il drioleste (gen. Dryolestes) è un mammifero estinto, appartenente ai driolesti. Visse nel Giurassico superiore (Kimmeridgiano - Titoniano, circa 155 - 145 milioni di anni fa) e i suoi resti fossili sono stati ritrovati in Nordamerica e in Europa.

## Descrizione
Questo animale era di piccole dimensioni e probabilmente era della taglia di un topo (Mus musculus). Possedeva una mandibola sottile e allungata, che presuppone la presenza di un muso altrettanto allungato. Erano presenti tre o quattro incisivi diretti in avanti, un canino robusto e 12 denti postcanini; i premolari erano caniniformi, mentre i molari possedevano un grande trigonide e un piccolo talonide. La mandibola era dotata di una regione angolare stiliforme e di un solco interno.

## Classificazione
Dryolestes è il genere eponimo dei driolesti (Dryolestida), un gruppo di mammiferi arcaici particolarmente diffusi tra il Giurassico e il Cretaceo, ma sopravvissuti fino a Cenozoico inoltrato. Il genere Dryolestes venne descritto per la prima volta da Othniel Charles Marsh nel 1878, sulla base di resti fossili ritrovati nella zona di Como Bluff in Wyoming; la specie tipo è Dryolestes priscus. A questo genere sono state attribuite altre specie rinvenute in Wyoming e Utah, successivamente incluse nella specie tipo. Nel 1999 è stata però descritta un'altra specie, D. leirensis, proveniente dal giacimento di Guimarota nei pressi di Leiria, in Portogallo.